# Municipio Zumpahuacán
Koordinaten: 18° 50′ N, 99° 35′ W
Zumpahuacán ist ein Municipio im mexikanischen Bundesstaat México. Die Gemeinde hatte im Jahr 2010 16.149 Einwohner, ihre Fläche beträgt 201,5 km².
Verwaltungssitz und größter der 30 Orte des Municipios ist das gleichnamige Zumpahuacán. Weitere größere Orte sind San Gaspar und San Pablo Tejalpa.

## Geographie
Zumpahuacán liegt im Süden des Bundesstaates México. Höchster Gipfel im Municipio ist der 2800 m hohe Totsquilla. Etwa 60 % der Gemeindefläche sind bewaldet.
Das Municipio Zumpahuacán grenzt an die Municipios Malinalco, Ixtapan de la Sal, Villa Guerrero, Tenancingo und Tonatico sowie an die Municipios Coatlán del Río und Pilcaya im Bundesstaat Guerrero.